# Gare de Bartenheim
Gare de Bartenheim vasútállomás Franciaországban, Bartenheim településen.

## Vasútvonalak
Az állomást az alábbi vasútvonalak érintik:
- Strasbourg–Bázel-vasútvonal

## Kapcsolódó állomások
A vasútállomáshoz az alábbi állomások vannak a legközelebb:
- Gare de Sierentz (Gare de Mulhouse-Ville, A15 Mulhouse Saint-Louis Basle TER)
- Gare de Saint-Louis-la-Chaussée (Bahnhof Basel SNCF, A15 Mulhouse Saint-Louis Basle TER)